# Асхат Тагиберген
Асхат Тагиберген (каз. Асхат Тағыбергенұлы Тағыберген; нар. 9 серпня 1990, Кзил-Орда, Казахська РСР) — казахстанський футболіст, півзахисник та капітан «Ордабаси» та збірної Казахстану. Чотириразовий чемпіон Казахстану у складі «Актобе» (2013), «Астани» (2016, 2017) та «Тобола» (2021).

## Клубна кар'єра
Професіональну кар'єру розпочав у рідній Кизилорді, де підписав контракт із місцевим «Кайсаром» 2008 року. Грав у складі вище вказаної команди у чемпіонаті Казахстану, починаючи з сезону 2008 року, та залишив її після чемпіонату 2012 року. Сезон 2010 року клуб провів у першій лізі, де Асхат зіграв лише 7 поєдинків.
У 2013 році перейшов до «Актобе», куди його запросив Володимир Нікітенко, який до цього тренував «Кайсар». В «Актобі» Асхат став чемпіоном країни, а потім срібним та бронзовим призером, вигравав з командою Суперкубок Казахстану, а також брав участь у кваліфікаційних раундах Ліги Європи сезону 2013/14 та Ліги чемпіонів УЄФА 2014/15 (7 матчів, один гол). У матчах Кубку Казахстану виходив на поле 13 разів, відзначився одним голом і вийшов у фінал із командою у 2014 році.
У лютому 2016 року контракт гравця викупив столичний клуб «Астана». Трансфер коштував столичному клубу 24 мільйони тенге (62 500 євро). Тагіберген зіграв 26 матчів, відзначився 2-ма голами, став вдруге чемпіоном Казахстану та виграв Кубок країни (у Кубку провів три матчі та відзначився двома голами). У кваліфікації Ліги чемпіонів взяв участь в одному матчі з литовським «Жальгірісом».
У лютому 2017 року відданий в оренду костанайському клубу «Тобол», де провів 10 матчів у першому колі. Але 15 червня повернули назад напередодні поєдинків Ліги чемпіонів. У першій же грі чемпіонату за старий клуб 7 серпня, вийшов на заміну, на останній хвилині відзначився вирішальним голом «Ордабаси» (1:0), завдяки чому приніс команді три очки. У чемпіонаті зіграв 9 матчів, відзначився двома голпми та допоміг клубу знову стати чемпіоном. У єврокубках виступив у 5 матчах, здебільшого виходив на заміну.
Через жорстку конкуренцію в «Астані» та малу ігрову практику в січні 2018 року повернувся до рідного клубу «Кайсар».

## Кар'єра в збірній
Дебютував у складі національної збірної Казахстану, яку очолював Юрій Красножан, у Будапешті 7 червня 2014 року в товариському матчі зі збірною Угорщини. 26 березня 2023 року зрівняв рахунок у матчі з Данією, який визнано найкращим голом 2-го туру кваліфікації чемпіонату Європи 2024 року. 2016 року залучався до збірної головним тренером Талгатом Байсуфіновим, а 2017 року — Олександром Бородюком. За п'ять років у збірній провів 23 матчі, але голами не відзначався.

## Особисте життя
Одружений, дружина Махаббат Жусупбекова. Виховують трьох дітей: старша дочка — Томіріс, син — Улан, молодша дочка — Айла.

## Статистика виступів

### Клубна
| Виступи           | Виступи           | Виступи           | Ліга  | Ліга | Ліга | Кубки | Кубки | Кубки | Єврокубки | Єврокубки | Єврокубки | Загалом | Загалом | Загалом |
| Клуб              | Ліга              | Сезон             | Матчі | Голи | Паси | Матчі | Голи  | Паси  | Матчі     | Голи      | Паси      | Матчі   | Голи    | Паси    |
| ----------------- | ----------------- | ----------------- | ----- | ---- | ---- | ----- | ----- | ----- | --------- | --------- | --------- | ------- | ------- | ------- |
| «Кайсар»          | Прем'єр-ліга      | 2008              | 11    | 0    | 0    | -     | -     | -     | -         | -         | -         | 11      | 0       | 0       |
| «Кайсар»          | Прем'єр-ліга      | 2009              | 11    | 0    | 0    | -     | -     | -     | -         | -         | -         | 11      | 0       | 0       |
| «Кайсар»          | Прем'єр-ліга      | 2011              | 26    | 2    | 0    | 0     | 0     | 0     | -         | -         | -         | 26      | 2       | 0       |
| «Кайсар»          | Прем'єр-ліга      | 2012              | 24    | 2    | 3    | 4     | 0     | 0     | -         | -         | -         | 28      | 2       | 3       |
| «Кайсар»          | Загалом           | Загалом           | 72    | 4    | 3    | 4     | 0     | 0     | -         | -         | -         | 76      | 4       | 3       |
| «Актобе»          | Прем'єр-ліга      | 2013              | 22    | 0    | 0    | 5     | 1     | 1     | 6         | 1         | 0         | 33      | 2       | 1       |
| «Актобе»          | Прем'єр-ліга      | 2014              | 26    | 1    | 3    | 5     | 0     | 0     | 3         | 0         | 0         | 34      | 1       | 3       |
| «Актобе»          | Прем'єр-ліга      | 2015              | 26    | 1    | 1    | 4     | 0     | 0     | -         | -         | -         | 30      | 1       | 1       |
| «Актобе»          | Загалом           | Загалом           | 74    | 2    | 4    | 14    | 1     | 1     | 9         | 1         | 0         | 97      | 4       | 5       |
| «Астана»          | Прем'єр-ліга      | 2016              | 26    | 2    | 0    | 3     | 2     | 0     | 6         | 0         | 0         | 35      | 2       | 0       |
| «Астана»          | Загалом           | Загалом           | 26    | 2    | 0    | 3     | 2     | 0     | 6         | 0         | 0         | 35      | 2       | 0       |
| «Тобол»           | Прем'єр-ліга      | 2017              | 10    | 0    | 3    | -     | -     | -     | -         | -         | -         | 10      | 0       | 3       |
| «Астана»          | Прем'єр-ліга      | 2017              | 9     | 2    | 0    | -     | -     | -     | 5         | 0         | 0         | 14      | 2       | 0       |
| «Астана»          | Загалом           | Загалом           | 19    | 2    | 3    | -     | -     | -     | 5         | 0         | 0         | 24      | 2       | 3       |
| «Кайсар»          | Прем'єр-ліга      | 2018              | 25    | 5    | 4    | 4     | 1     | 1     | -         | -         | -         | 29      | 6       | 5       |
| «Кайсар»          | Прем'єр-ліга      | 2019              | 30    | 4    | 10   | 4     | 1     | 1     | -         | -         | -         | 34      | 5       | 11      |
| «Кайсар»          | Прем'єр-ліга      | 2020              | 14    | 4    | 2    | 1     | 0     | 0     | 1         | 0         | 1         | 16      | 4       | 3       |
| «Кайсар»          | Загалом           | Загалом           | 69    | 13   | 16   | 9     | 2     | 2     | 1         | 0         | 1         | 79      | 15      | 19      |
| «Тобол»           | Прем'єр-ліга      | 2021              | 23    | 4    | 4    | 7     | 3     | 0     | 4         | 1         | 0         | 34      | 8       | 4       |
| «Тобол»           | Прем'єр-ліга      | 2022              | 24    | 8    | 7    | 2     | 0     | 0     | 6         | 0         | 0         | 32      | 8       | 7       |
| «Тобол»           | Загалом           | Загалом           | 47    | 12   | 11   | 9     | 3     | 0     | 10        | 1         | 0         | 66      | 16      | 11      |
| Усього за кар'єру | Усього за кар'єру | Усього за кар'єру | 307   | 35   | 37   | 39    | 8     | 3     | 31        | 2         | 1         | 377     | 43      | 41      |

### У збірній

#### По матчах
| Збірна    | Рік     | Кваліфікаційні матчі ЧС | Кваліфікаційні матчі ЧС | Кваліфікаційні матчі ЧС | Кваліфікаційні матчі ЧЄ | Кваліфікаційні матчі ЧЄ | Кваліфікаційні матчі ЧЄ | Ліга націй УЄФА | Ліга націй УЄФА | Ліга націй УЄФА | Товариські матчі | Товариські матчі | Товариські матчі | Загалом | Загалом | Загалом |
| Збірна    | Рік     | Матчі                   | Голи                    | Паси                    | Матчі                   | Голи                    | Паси                    | Матчі           | Голи            | Паси            | Матчі            | Голи             | Паси             | Матчі   | Голи    | Паси    |
| --------- | ------- | ----------------------- | ----------------------- | ----------------------- | ----------------------- | ----------------------- | ----------------------- | --------------- | --------------- | --------------- | ---------------- | ---------------- | ---------------- | ------- | ------- | ------- |
| Казахстан | 2014    | —                       | —                       | —                       | 2                       | 0                       | 0                       | —               | —               | —               | 1                | 0                | 0                | 3       | 0       | 0       |
| Казахстан | 2015    | —                       | —                       | —                       | 2                       | 0                       | 0                       | —               | —               | —               | —                | —                | —                | 2       | 0       | 0       |
| Казахстан | 2016    | 3                       | 0                       | 0                       | —                       | —                       | —                       | —               | —               | —               | 4                | 0                | 0                | 7       | 0       | 0       |
| Казахстан | 2017    | 5                       | 0                       | 0                       | —                       | —                       | —                       | —               | —               | —               | 1                | 0                | 0                | 6       | 0       | 0       |
| Казахстан | 2018    | —                       | —                       | —                       | —                       | —                       | —                       | —               | —               | —               | —                | —                | —                | 0       | 0       | 0       |
| Казахстан | 2019    | —                       | —                       | —                       | 5                       | 0                       | 1                       | —               | —               | —               | —                | —                | —                | 5       | 0       | 1       |
| Казахстан | 2020    | —                       | —                       | —                       | —                       | —                       | —                       | 4               | 0               | 1               | —                | —                | —                | 4       | 0       | 1       |
| Казахстан | 2021    | 6                       | 0                       | 2                       | —                       | —                       | —                       | —               | —               | —               | 2                | 0                | 0                | 8       | 0       | 2       |
| Казахстан | 2022    | —                       | —                       | —                       | —                       | —                       | —                       | 5               | 0               | 2               | 2                | 0                | 0                | 7       | 0       | 2       |
| Казахстан | 2023    | —                       | —                       | —                       | 2                       | 1                       | 0                       | —               | —               | —               | —                | —                | —                | 2       | 1       | 0       |
| Загалом   | Загалом | 14                      | 0                       | 2                       | 11                      | 1                       | 1                       | 9               | 0               | 3               | 9                | 0                | 0                | 44      | 1       | 6       |

#### Голи за збірну
Станом на match played 26 March 2023
| № | Дата            | Місце                           | Кубок | Суперник | Рахунок | Результат | Змагання                                     | Пос    |
| - | --------------- | ------------------------------- | ----- | -------- | ------- | --------- | -------------------------------------------- | ------ |
| 1 | 26 березня 2023 | Астана Арена, Астана, Казахстан | 44    | Данія    | 2-2     | 3-2       | кваліфікаційний раунд чемпіонату Європи 2024 | [ 12 ] |

## Досягнення
«Актобе»
- Прем'єр-ліга Казахстану
  -  Чемпіон (1): 2013
  -  Срібний призер (1): 2014
  -  Бронзовий призер (1): 2015

- Суперкубок Казахстану
  -  Володар (1): 2014

- Кубок Казахстану
  -  Фіналіст (1): 2014

«Астана»
- Прем'єр-ліга Казахстану
  -  Чемпіон (2): 2016, 2017

- Кубок Казахстану
  -  Володар (1): 2016

«Кайсар»
- Кубок Казахстану
  -  Володар (1): 2019

«Тобол»
- Прем'єр-ліга Казахстану
  -  Чемпіон (1): 2021

- Суперкубок Казахстану
  -  Володар (1): 2021

«Ордабаси»
- Прем'єр-ліга Казахстану
  -  Чемпіон (1): 2023